# Frullania subpilibracteola
Frullania subpilibracteola là một loài Rêu trong họ Jubulaceae. Loài này được S. Hatt. mô tả khoa học đầu tiên năm 1977.